# Dans un pays étranger
Dans un pays étranger (In Another Country) est une nouvelle de l'écrivain américain Ernest Hemingway publiée dans Scribner's Magazine en avril 1927, puis reprise la même année dans le recueil Men Without Women (en).
Traduite par Henri Robillot, la nouvelle est incluse en France dans le recueil Paradis perdu, suivi de La Cinquième Colonne en 1949, puis dans Les Neiges du Kilimandjaro et autres nouvelles en 1961. La nouvelle a ensuite été rééditée en français sous le titre Dans un autre pays.

## Résumé
Dans un hôpital de Milan, le narrateur, un brancardier américain blessé au front pendant la Première Guerre mondiale, se présente quotidiennement afin de recevoir des soins de rééducation pour son genou. Des machines sont ainsi employées à la réhabilitation de plusieurs soldats sous la supervision d'un médecin optimiste qui a foi en cette nouvelle technologie. Le narrateur, au moral plutôt positif, semble moins sceptique sur l'efficacité de cette théraphie que ses compagnons d'infortune. Quand les séances se terminent, les plus jeunes d'entre eux traversent ensemble le dangereux quartier communiste de la ville pour aller prendre un verre au Café Cova à deux pas de La Scala. Ils y sont toujours bien accueillis par le personnel qui est nettement patriotique, au contraire des gens du quartier malfamé qui ne manquent pas à leur passage de les abreuver d'injures. 
En pays étranger, le narrateur ne s'attend pas à développer avec ses compagnons une très grande connivence, mais il comprend bientôt que leur attitude un peu distante vient surtout du fait qu'il n'est pas comme eux un officier et, surtout, qu'il doit ses médailles non parce qu'il a combattu au front, mais comme membre du service médical. Aussi noue-t-il une relation plus amicale avec le plus jeune d'entre eux, blessé dès son tout premier combat et qui, pour cette raison, est également snobé par les soldats aguerris.
Quand le narrateur subit ses séances quotidienne de rééducation, il est toujours aux côtés d'un major relativement âgé qui, marié, ne se joint jamais au groupe qui fréquente le café. Cet officier, traité pour une sévère blessure à la main qui s'est atrophiée au point d'avoir la taille de celle d'un bébé, est peut-être le plus sceptique de tous les militaires et ne se gêne pas pour contrer l'optimisme de l'équipe médicale par des réflexions impertinentes. Il est par contre aussi cassant que généreux de son temps : quand le narrateur a l'indélicatesse de lui affirmer que la langue italienne est terriblement facile, il lui fait observer qu'elle serait plus difficile s'il respectait la grammaire. Il lui suggère alors des volumes à étudier et lui donne des cours d'italien pratique pendant les longues heures de la thérapie.  
Un jour, le major paraît particulièrement sombre et apostrophe le narrateur pour lui déclarer qu'il ne devrait jamais se marier. Peu après, il est demandé au téléphone et, à son retour, vient s'excuser de son ton cassant. Il se met alors à pleurer en regardant par la fenêtre. Le narrateur apprend que le major vient de perdre sa jeune femme, morte soudainement d'une pneumonie.        

## Sources
- Baker, Carlos. Hemingway: The Writer as Artist, Princeton University Press, 1972  (ISBN 0-691-01305-5)
- Meyers, Jeffrey. Hemingway: A Biography, Londres, Macmillan, 1985  (ISBN 0-333-42126-4)